# Murray (Kentucky)
Murray város az USA Kentucky államában, Calloway megyében, melynek megyeszékhelye is . Lakosainak száma 17 307 fő (2020. április 1.).

## Népesség
A település népességének változása:
| Lakosok száma | 218  | 17 741 | 17 307 |
|               | 1860 | 2010   | 2020   |